# Marthozita
La marthozita és un mineral de la classe dels òxids. Rep el nom del belga Aimé Marthoz (1894-1962).

## Característiques
La marthozita és un òxid de fórmula química Cu²⁺(UO₂)₃(Se⁴⁺O₃)₂O₂(H₂O)₄·4H₂O. Cristal·litza en el sistema ortoròmbic.
Segons la classificació de Nickel-Strunz, la marthozita pertany a «04.JJ - Selenits amb anions addicionals, amb H₂O» juntament amb els següents minerals: guil·leminita, piretita, demesmaekerita i haynesita.

## Formació i jaciments
Va ser descoberta a la mina Musonoi, situada a la localitat de Kolwezi, a la província de Lualaba (República Democràtica del Congo). També ha estat descrita a Moldava (Ústí nad Labem, República Txeca) i a la prospecció d'urani de La Creusa, a Les Marécottes (Valais, Suïssa). Són els tres únics indrets on ha estat descrita aquesta espècie mineral.